# Cumlosen
Cumlosen – gmina w Niemczech w kraju związkowym Brandenburgia, w powiecie Prignitz, wchodzi w skład urzędu Lenzen-Elbtalaue.